# Новотерское сельское поселение
Новотерское се́льское поселе́ние — муниципальное образование в Наурском районе Чечни Российской Федерации.
Административный центр — село Новотерское.

## История
Статус и границы сельского поселения установлены Законом Чеченской Республики от 14 июля 2008 года № 47-РЗ «Об образовании муниципального образования Наурский район и муниципальных образований, входящих в его состав, установлении их границ и наделении их соответствующим статусом муниципального района и сельского поселения».

## Население
| 2010  | 2012  | 2013  | 2014  | 2015  | 2016  | 2017  |
| ----- | ----- | ----- | ----- | ----- | ----- | ----- |
| 4048  | ↗4143 | ↗4231 | ↗4305 | ↗4334 | ↗4353 | ↗4376 |
| 2018  | 2019  | 2020  | 2021  | 2023  | 2024  |       |
| ↗4416 | ↗4480 | ↗4510 | ↘4345 | ↗4439 | ↗4510 |       |

## Состав сельского поселения
| № | Населённый пункт | Тип населённого пункта       | Население |
| - | ---------------- | ---------------------------- | --------- |
| 1 | Корнеев          | хутор                        | ↘198      |
| 2 | Новотерское      | село, административный центр | ↗4147     |